# Gunnar Berggren (militär)

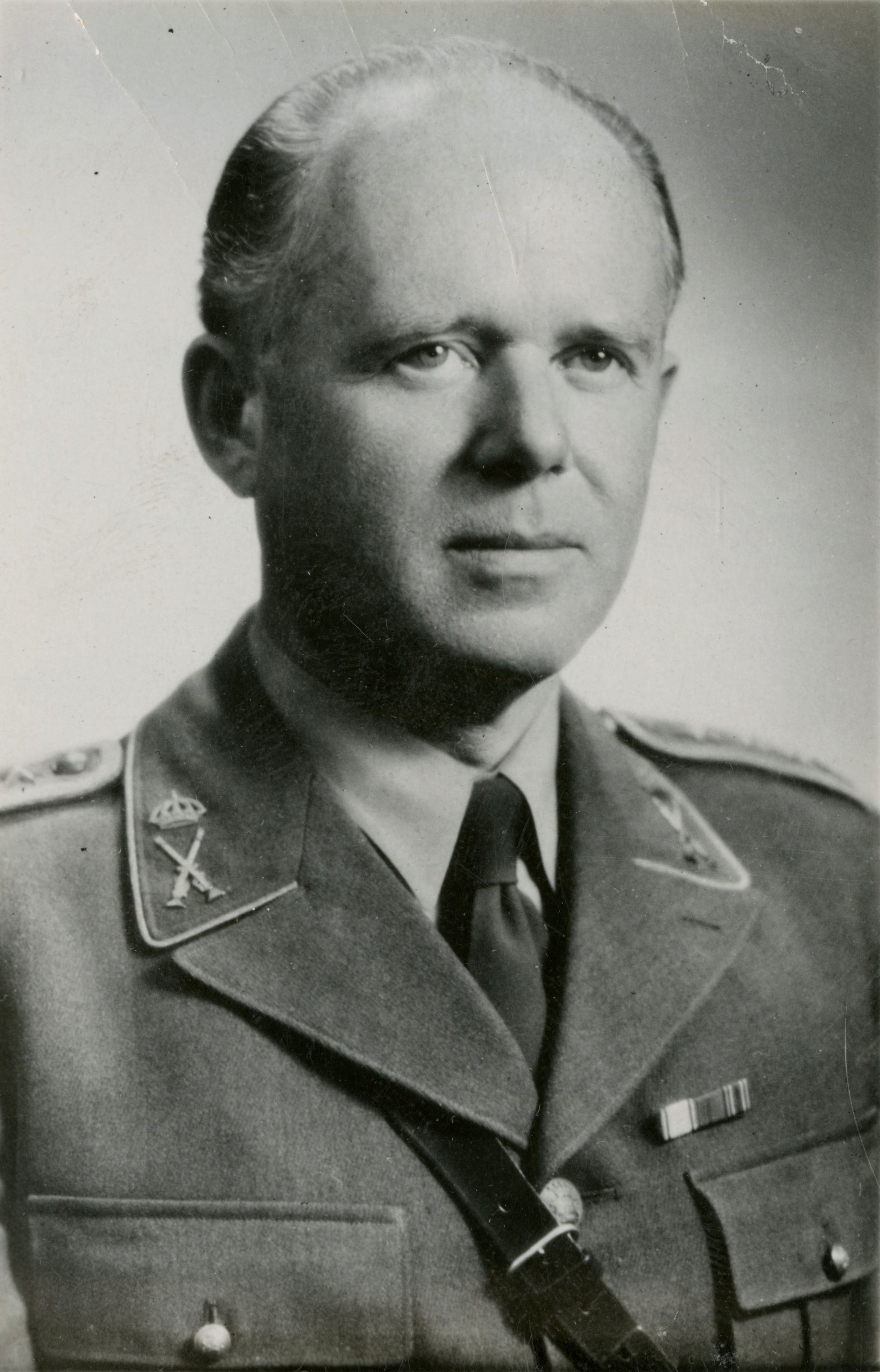
Gunnar Berggren.

Karl Gunnar Berggren, född 28 juni 1893 i Åsele, Västerbottens län, död 22 december 1972 i Stockholm, var en svensk militär (generalmajor).

## Biografi
Berggren blev underlöjtnant vid Andra livgrenadjärregementet (I 5), kapten i generalstaben 1928 och tjänstgjorde vid Hälsinge regemente (I 14) 1933. Berggren blev major vid Krigshögskolan 1935, översteadjutant och major vid generalstaben 1937, överstelöjtnant 1938, med tjänst vid Värmlands regemente (I 2) 1939. Han utnämndes till överste 1941 och blev chef för Gotlands infanteriregemente (I 18) 1942. Berggren blev därefter inspektör för pansartrupperna 1945, för infanteriet och kavalleriet 1946 och var generalmajor på reservstat 1947–1953.
Han var sakkunnig i 1930 års försvarskommission 1931–1935, riksdagens särskilda utskott 1936 och expert i 1949 års försvarsutredning. Berggren var redaktör för Ny militär tidskrift 1930–1933, medarbetare i Antingen-Eller (1930), författare till Rakt på sak – i försvarsfrågan (1948), huvudredaktör för Hur vi försvarar vårt land (1956) och skrev försvarspolitiska uppsatser i fack- och dagspress.
Gunnar Berggren var son till jägmästare Henrik Berggren och Hildur Bexelius. Han gifte sig 1915 med Margit Bromark (1891-1969), dotter till tjänstmannen Per Bromark och Gini Norde. Makarna Berggren var föräldrar till Margot (född 1916) och Gustav-Adolf (född 1918). Berggren gravsattes den 19 januari 1973 på Skogskyrkogården i Stockholm.

## Utmärkelser
Berggrens utmärkelser:
- Kommendör av 1. klass av Svärdsorden (KSO1kl)
- Riddare av Vasaorden (RVO)
- Riddare av 1. klass av Finlands Vita Ros’ orden (RFinlVRO1kl)
- Sveriges landstormsföreningars centralförbunds förtjänstmedalj i silver (LandstSM)
- Arméns skyttemedalj (SkytteM)